# Ferrari 642
El Ferrari 642 (también conocido como Ferrari F1-91) fue un monoplaza diseñado por Steve Nichols y Jean-Claude Migeot y fue utilizado por Scuderia Ferrari en la temporada 1991 de Fórmula 1. Fue un desarrollo del Ferrari 641, que había participado en la temporada anterior.

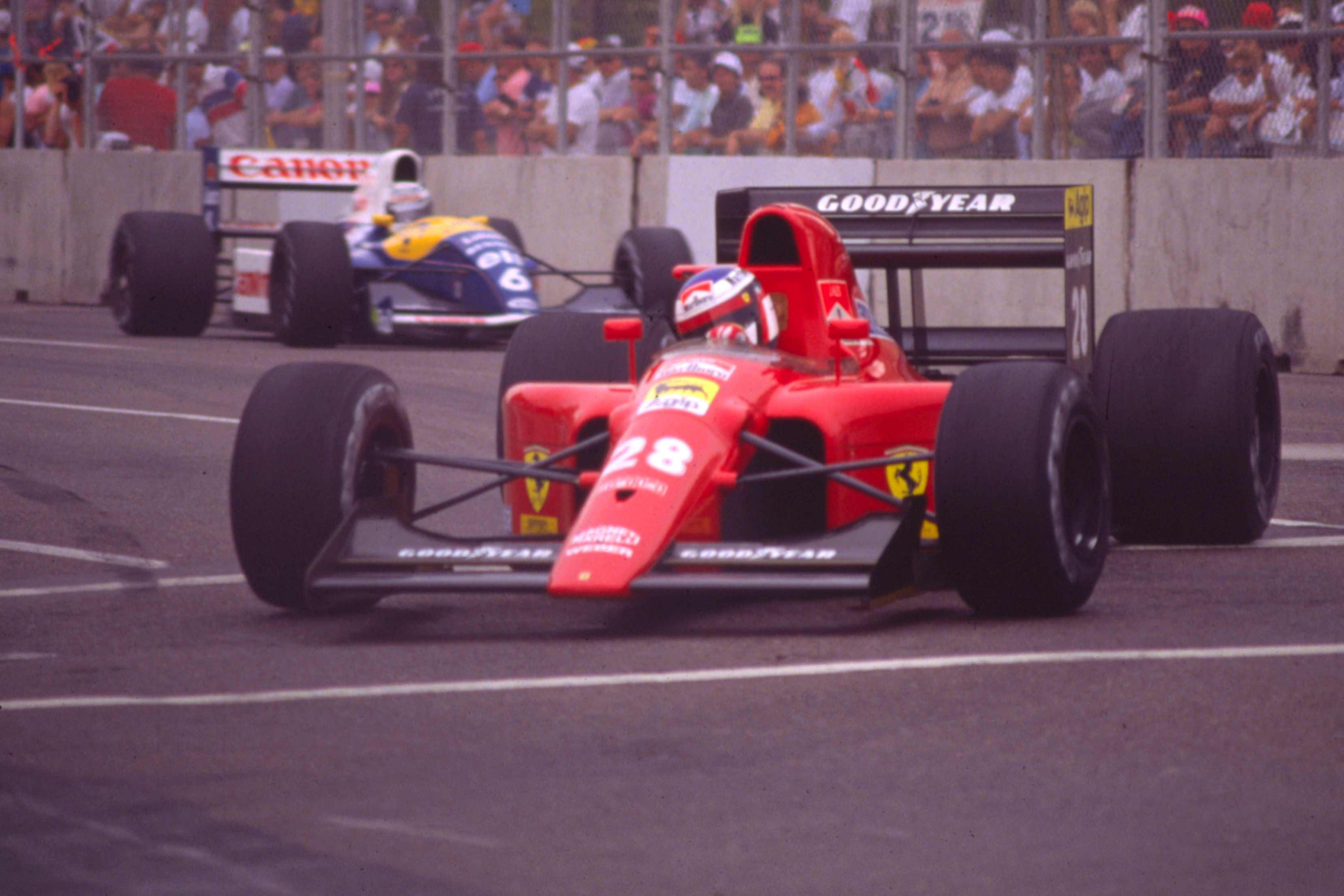
Jean Alesi a bordo del 642 durante el GP de los Estados Unidos de 1991.

Ferrari comenzó la temporada con grandes esperanzas de ganar el campeonato. Jean Alesi firmó un contrato con la Scuderia cuando Nigel Mansell regresó al equipo Williams. El mejor resultado del 642 fue un segundo lugar ocupado por Alain Prost en el Gran Premio de los Estados Unidos. El chasis fue reemplazado por el Ferrari 643 en el Gran Premio de Francia.

## Resultados
(Clave) (negrita indica pole position) (cursiva indica vuelta rápida)

| Año  | Motor        | Neu. | N.º | Pilotos     | 1   | 2   | 3   | 4   | 5   | 6   | 7   | 8   | 9   | 10  | 11  | 12  | 13  | 14  | 15  | 16  | Puntos | Pos. |
| ---- | ------------ | ---- | --- | ----------- | --- | --- | --- | --- | --- | --- | --- | --- | --- | --- | --- | --- | --- | --- | --- | --- | ------ | ---- |
| 1991 | Tipo 291 V12 | G    |     |             | USA | BRA | SMR | MON | CAN | MEX | FRA | GBR | GER | HUN | BEL | ITA | POR | ESP | JPN | AUS | 55.5*  | 3º   |
| 1991 | Tipo 291 V12 | G    | 27  | Alain Prost | 2   | 4   | DNS | 5   | Ret | Ret |     |     |     |     |     |     |     |     |     |     | 55.5*  | 3º   |
| 1991 | Tipo 291 V12 | G    | 28  | Jean Alesi  | 12  | 6   | Ret | 3   | Ret | Ret |     |     |     |     |     |     |     |     |     |     | 55.5*  | 3º   |

- * 39.5 puntos obtenidos con el Ferrari 643.
- [2]